# Place d'Ainay
La place d'Ainay est une place du quartier d'Ainay dans 2e arrondissement de Lyon, en France.

## Situation et accès
La place est devant l'entrée de la basilique Saint-Martin d'Ainay et la rue des Remparts-d'Ainay formant un T jusqu'à la rue Vaubecour et la voûte d'Ainay.
Une borne-fontaine Bayard, qui distribue de l'eau potable, se trouve sur la place, au niveau de la rencontre de la rue de l'Abbaye-d'Ainay et celle des Remparts-d'Ainay,.

## Origine du nom
Plusieurs auteurs ont émis des hypothèses au cours de l'histoire pour ce nom d'Ainay,.
Aimé Guillon (1758-1842) donne une explication en se basant sur une histoire écrite par un nommé Clitophon puis reprise dans le traité des noms des fleuves et des montagnes attribué à tort à Plutarque. Selon ce récit, une colonie de Grecs, chassée par les Phocéens, fondateurs de Marseille, remontent le Rhône jusqu'à atteindre le confluent de la Saône ; c'est là que Momoros et Atepomaros interprètent un vol de corbeaux comme de bon augure et choisissent de construire une ville appelée Lugdunum, puis ils construisent un lieu qu'ils nomment Athenas en souvenir de leur patrie d'où découle le latin Athanacum qui devient ensuite Ainay. 
François Artaud (1767-1838) fait venir Athanacum du grec ἀθάνατος qui signifie immortel, surnom donné en souvenir des martyrs de Lyonmais l'abbé Florent Dumas réfute cette hypothèse en citant Grégoire de Tours qui dit, en parlant des martyrs de Lyon, que « le lieu où ils souffrirent s’appelle Athanaco, c’est pour cela que les martyrs eux-mêmes furent nommés Athanaciens ».
Paul Saint-Olive (1799-1879) propose έσνεῶ, c'est-à-dire je nage dans car Ainay était au confluent ; tandis les origines du Lugdunum de la revue du Lyonnais explique qu'en celtique le mot Athan est donné à des cours d'eau ou des localités baignées par les eaux.

## Histoire
Au no 4, le peintre Louis Janmot a vécu à cette adresse.